# Pasadena, Teksas
Pasadena je grad u američkoj saveznoj državi Teksas. Upravno je sjedište okruga Harris. Nalazi se na istoku savezne države, 60 km od obale Meksičkog zaljeva i 15 km od centra Houstona. Osnovao ju je 1893. John H. Burnett.
U Pasadeni se jednom godišnje održava sajam jagodâ. Također, grad je poznat po tome što ima najbrojnije dobrovoljno vatrogasno društvo u SAD-u.
Godine 2006. Pasadena je imala 144.793 stanovnika, čime je bila 17. grad po brojnosti u Teksasu i 160. u SAD-u. Zanimljiva je slučajnost da ima gotovo isti broj stanovnika kao i istoimeni grad u Kaliforniji, po kojem je i dobila ime. Čak 48,20% građana su Hispanoamerikanci.

## Vanjske poveznice
- Službena stranica (engl.)
- Festival jagodâ (engl.)

### Ostali projekti
|  | Zajednički poslužitelj ima još gradiva o temi Pasadena, Teksas |